# Okręg Arcachon
Okręg Arcachon (fr. Arrondissement d'Arcachon) – okręg w południowo-zachodniej Francji. Populacja wynosi 130 tysięcy.

## Podział administracyjny
W skład okręgu wchodzą następujące kantony:
- Arcachon,
- Audenge,
- Belin-Béliet,
- Teste-de-Buch.